# Andrzej Manecki (mineralog)
Andrzej Manecki (ur. 8 września 1933 w Krakowie) – polski mineralog.

## Życiorys
Od 1952 studiował na Wydziale Geologiczno-Poszukiwawczym Akademii Górniczo-Hutniczej w Krakowie. Po ukończeniu studiów (w 1957) pozostał na AGH jako pracownik w Katedrze Petrografii, później w Katedrze Mineralogii, Petrografii i Geochemii.
W 1964 został doktorem, w 1968 habilitował się. W 1978 został profesorem nadzwyczajnym, a w 1989 profesorem zwyczajnym.
Do jego zainteresowań naukowych należą: mineralogia kruszców i krzemianów, kosmomineralogia, petrografia z petrologią, geologia Arktyki oraz mineralogia i geochemia środowiska.
Trzykrotnie kierował wyprawą naukową AHG na Spitsbergen (w latach 1984,1985,1988). Jest pionierem aeromineralogii zajmującej się minerałami zawieszonymi w powietrzu, a także jednym z pierwszych w Polsce badaczy zajmujących się mineralogiczną analizą materii pozaziemskiej.
Jest autorem i współautorem wielu podręczników. „Encyklopedia minerałów – minerały Ziemi i materii kosmicznej” jego autorstwa, została nagrodzona Nagrodą PAN im. Stanisława Staszica. Był redaktorem naczelnym Prac Mineralogicznych i Problemów Ekologicznych Krakowa i redaktorem kilku innych pism.
Był promotorem 13 doktoratów.
Pełnił funkcję dziekana Wydziału Geologiczno-Poszukiwawczego w AGH (1984–2000); kierownika Katedry Mineralogii, Petrografii i Geochemii AGH (1992–2002), kierownika Zakładu Sozologii w Instytucie Gospodarki Surowcami Mineralnymi i Energią PAN (1995–2000); przewodniczącego Komitetu Nauk Mineralogicznych PAN (1991–2007). Jest członkiem honorowym Polskiego Towarzystwa Mineralogicznego, Polskiego Towarzystwa Meteorytowego, Polskiego Towarzystwa Magnezologicznego i Polskiego Towarzystwa Przyjaciół Nauk o Ziemi.
Odznaczony Krzyżem Kawalerskim (1978) i Krzyżem Oficerskim (2003) Orderu Odrodzenia Polski oraz Medalem Komisji Edukacji Narodowej. Akademia Górniczo-Hutnicza nadała mu tytuł profesora honorowego (2015).
W 2017, na jego cześć jeden z minerałów odkrytych w Górach Sowich nazwano maneckiitem.